# Bahnstrecke Oravița–Anina
| Viadukt der Strecke |                      |                                     |                                     |
| Kursbuchstrecke (CFR): | 925                  |                                     |                                     |
| Streckenlänge: | 33,4 km              |                                     |                                     |
| Spurweite: | 1435 mm (Normalspur) |                                     |                                     |
| |                      |                                     |                                     |
| \| \| \| von Iam – vorübergehend stillgelegt \| \| \| \| 0,00 \| Oravița (Orawitz) \| 219 m \| \| \| \| nach Berzovia \| \| \| \| \| \| \| \| \| \| \| \| \| \| \| Natra \| \| \| \| 3,14 \| Brădișoru de Jos hc[Anm. 1] \| Brădișoru de Jos hc[Anm. 1] \| \| \| \| Lișava \| \| \| \| 17,70 \| Dobrei P. aj. M \| Dobrei P. aj. M \| \| \| \| \| \| \| \| \| Dobra \| \| \| \| 22,0 \| Lișava \| Lișava \| \| \| \| \| \| \| \| 25,20 \| Ciudanovița hc (Tchudanovitz) \| Ciudanovița hc (Tchudanovitz) \| \| \| \| \| \| \| \| \| \| \| \| \| \| Jitin \| \| \| \| \| \| \| \| \| \| \| \| \| \| \| \| \| \| \| \| \| \| \| \| 29,0 \| Gârliște Hm[Anm. 2] \| Gârliște Hm[Anm. 2] \| \| \| \| \| \| \| \| \| \| \| \| \| \| \| \| \| \| \| \| \| \| \| \| \| \| \| \| 33,40 \| Anina (Steierdorf) \| 556 m \| |                      |                                     |                                     |
| Strecke (außer Betrieb) |                      | von Iam – vorübergehend stillgelegt | von Iam – vorübergehend stillgelegt |
| Kopfbahnhof Strecke bis hier außer Betrieb | 0,00                 | Oravița (Orawitz)                   | 219 m                               |
| Abzweig geradeaus und nach links |                      | nach Berzovia                       | nach Berzovia                       |
| Brücke über Wasserlauf |                      |                                     |                                     |
| Brücke über Wasserlauf |                      |                                     |                                     |
| Brücke über Wasserlauf |                      | Natra                               | Natra                               |
| Haltepunkt / Haltestelle | 3,14                 | Brădișoru de Jos hc                 | Brădișoru de Jos hc                 |
| Brücke über Wasserlauf |                      | Lișava                              | Lișava                              |
| Haltepunkt / Haltestelle | 17,70                | Dobrei P. aj. M                     | Dobrei P. aj. M                     |
| Tunnel |                      |                                     |                                     |
| Brücke über Wasserlauf |                      | Dobra                               | Dobra                               |
| Haltepunkt / Haltestelle | 22,0                 | Lișava                              | Lișava                              |
| Tunnel |                      |                                     |                                     |
| Haltepunkt / Haltestelle | 25,20                | Ciudanovița hc (Tchudanovitz)       | Ciudanovița hc (Tchudanovitz)       |
| Tunnel |                      |                                     |                                     |
| Tunnel |                      |                                     |                                     |
| Brücke über Wasserlauf |                      | Jitin                               | Jitin                               |
| Tunnel |                      |                                     |                                     |
| Tunnel |                      |                                     |                                     |
| Tunnel |                      |                                     |                                     |
| Tunnel |                      |                                     |                                     |
| Bahnhof | 29,0                 | Gârliște Hm                         | Gârliște Hm                         |
| Tunnel |                      |                                     |                                     |
| Bahnübergang |                      |                                     |                                     |
| Tunnel |                      |                                     |                                     |
| Tunnel |                      |                                     |                                     |
| Tunnel |                      |                                     |                                     |
| Kopfbahnhof Streckenende | 33,40                | Anina (Steierdorf)                  | 556 m                               |

Die Bahnstrecke Oravița–Anina ist eine 33,4 Kilometer lange Nebenbahn in Rumänien. Die normalspurige Gebirgsbahn führte im Südosten des rumänischen Banats von Oravița (Orawitz) nach Anina (Steierdorf).

## Geschichte
Wegen erhöhtem Kohleabbau im Anina-Gebirge plante Ingenieur Anton Rappos bereits im Jahr 1847 eine Pferdebahnstrecke von Oravița nach Lișava auf dem damaligen Territorium des Königreichs Ungarn innerhalb des österreichischen Kaisertums. Ziel und Aufgabe der Strecke war die Anbindung des Kohlereviers von Steierdorf an den Donauhafen Baziaș. 1847 begannen die Bauarbeiten, bedingt durch die Revolution von 1848 und der Weiterentwicklung am Lokomotivsektor (Semmering-Wettbewerb) wurden die Arbeiten gehemmt und es wurde beschlossen, die Strecke als Lokomotiv-Eisenbahn zu errichten. Die teilweise bereits fertiggestellten Trassenbauten für die Pferdebahn wurden verworfen.
Nachdem 1855 die Österreichisch-ungarische Staatseisenbahngesellschaft (StEG) die Bauarbeiten übernahm, forcierte sie die Fertigstellung der Bahn. Die StEG hatte umfangreiche Besitzungen in der Region um Anina erworben, darunter Erz- und Kohlebergwerke, ausgedehnte Wälder sowie 72 Dörfer mit ca. 125.000 Bewohnern (1873), für welche die Gesellschaft die Patronats- und Herrschaftsrechte ausübte. In Anina wurde ein Stahlwerk errichtet, welches Schienen für die StEG walzte. Schließlich konnte die Strecke 1863 für den Güterverkehr freigegeben werden, am 18. November 1869 wurde der Personenverkehr aufgenommen.
Am Bau der Strecke waren neben Anton Rappos und Ingenieur Karl Dülnig die Architekten Karl Maniel und Johann Ludwig Dollhoff-Dier beteiligt. Der Legende nach soll sich der für den Bau des Gârliște-Scheiteltunnels zuständige Ingenieur von einem Viadukt der Strecke in die Tiefe gestürzt haben, weil sich die Tunnelröhren nicht genau (drei Meter versetzt) getroffen haben.
Mit der Teilung des StEG-Netzes kam die Strecke 1891 zur ungarischen Staatsbahn MÀV. 1918 kam sie in Folge des Friedensvertrags von Trianon, der einen Teil des Banats Rumänien zusprach, zur rumänischen Staatsbahn Căile Ferate Române, kurz C.F.R. Diese setzte lange Jahre die fünffach gekuppelte Baureihe CFR 50.0, ehemals kkStB 80, auf der Strecke ein. Die Heißdampfloks bewährten sich hier hervorragend und standen bis 1981 im fahrplanmäßigen Dienst, gelegentlich noch bis in die 1990er Jahre. CFR 50.065 war bis 2014 noch gelegentlich vor Sonderzügen im Einsatz und steht nun als Denkmal in Oravița.
Bis zum Frühjahr 2015 war Oravița durch Personenzüge des Eisenbahnverkehrsunternehmen Regiotrans (heute Regio Calatori) erreichbar, die weiter bis nach Iam verkehrten. Zum Fahrplanwechsel am 10. Dezember 2017 wurde zunächst ein Zugpaar, zum 1. Januar 2018 dann ein weiteres Zugpaar zwischen Berzovia und Oravița eingerichtet, womit die Strecke nach Anina wieder durchgängig per Bahn erreichbar ist.
Heute steht die Bahnstrecke unter Denkmalschutz und wird täglich von einem Zugpaar bedient.

## Streckenführung
Die im Anina-Gebirge (Munții Aninei) im Kreis Caraș-Severin gelegene Strecke, auch rumänische Semmeringbahn oder Banater Montanbahn genannt, folgt zunächst in nordöstlicher Richtung der Kreisstraße (drum județean) DJ 573 in Richtung Ciudanovita. Sie führt dabei meist als Lehnenstrecke dem Berghang entlang und quert unter anderem die Bäche Lișava, Dobra und Natra. Durch Ausfahren von Seitentälern mittels Kehrschleifen wird an Höhe gewonnen. Nach der Station Gârliște wird durch den gleichnamigen Scheiteltunnel in das Tal des gleichnamigen Bachs gewechselt und diesem bis zum Endbahnhof aufwärts gefolgt. Die Strecke verläuft über zehn Viadukte, passiert 14 Tunnels, deren längster der Gârliște-Scheiteltunnel (660 Meter; Lage) ist und überwindet einen Höhenunterschied von 338 Metern. Die Tunnel sind direkt in den nackten Fels geschlagen und nicht verkleidet, die Viadukte sind meist aus Bruchsteinen errichtet.
Eine Besonderheit stellt der nur über eine Spitzkehre erreichbare Bahnhof Gârliște dar, der neben einem in Steigung befindlichen Streckenstück liegt und dessen Einfahrtweiche sich vor dem Portal des Gârliște-Tunnels befindet. Der Zug muss zuerst in den Tunnel einfahren und dann in den Bahnhof zurückschieben.

## Galerie

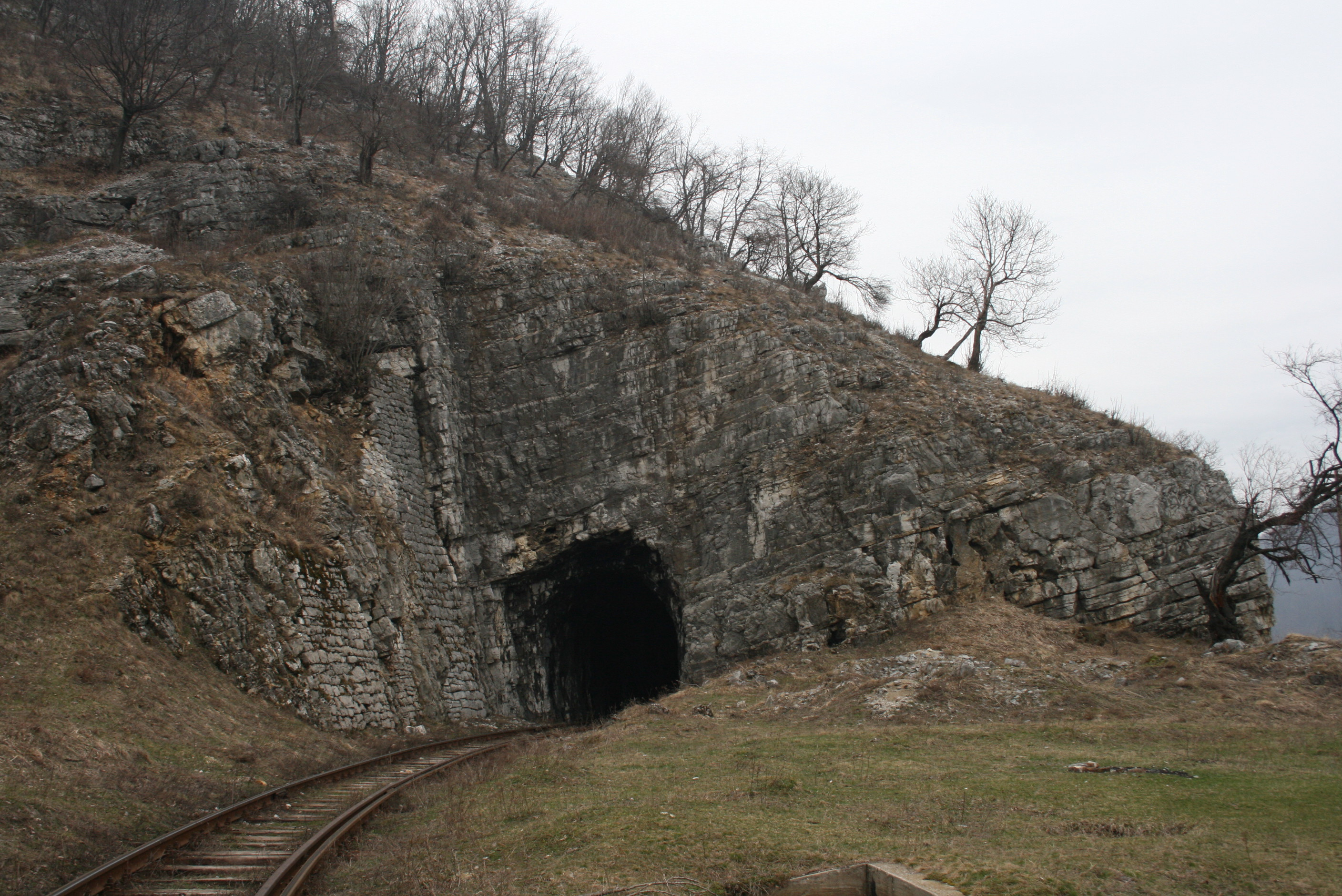
Tunnel
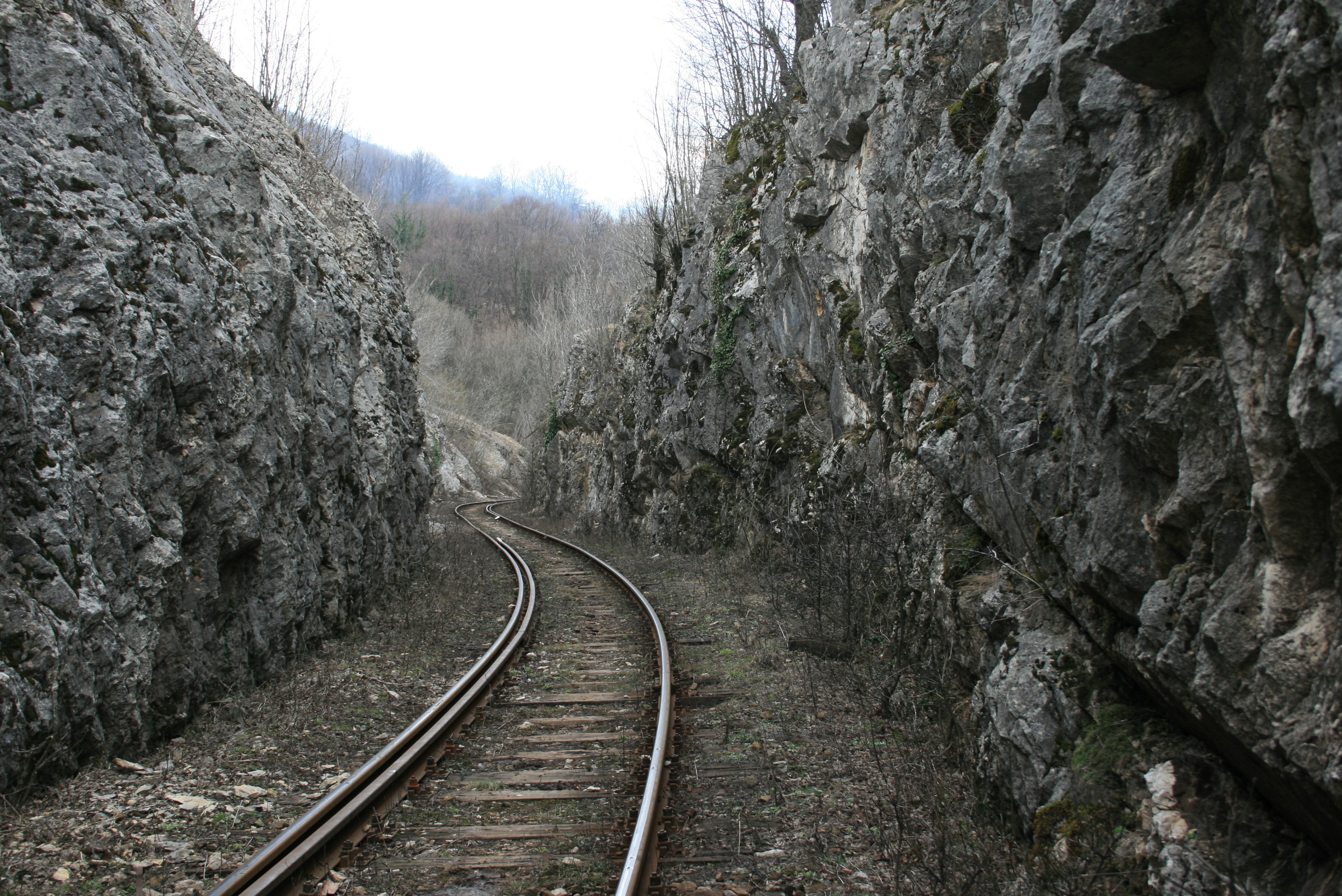
Felseinschnitt
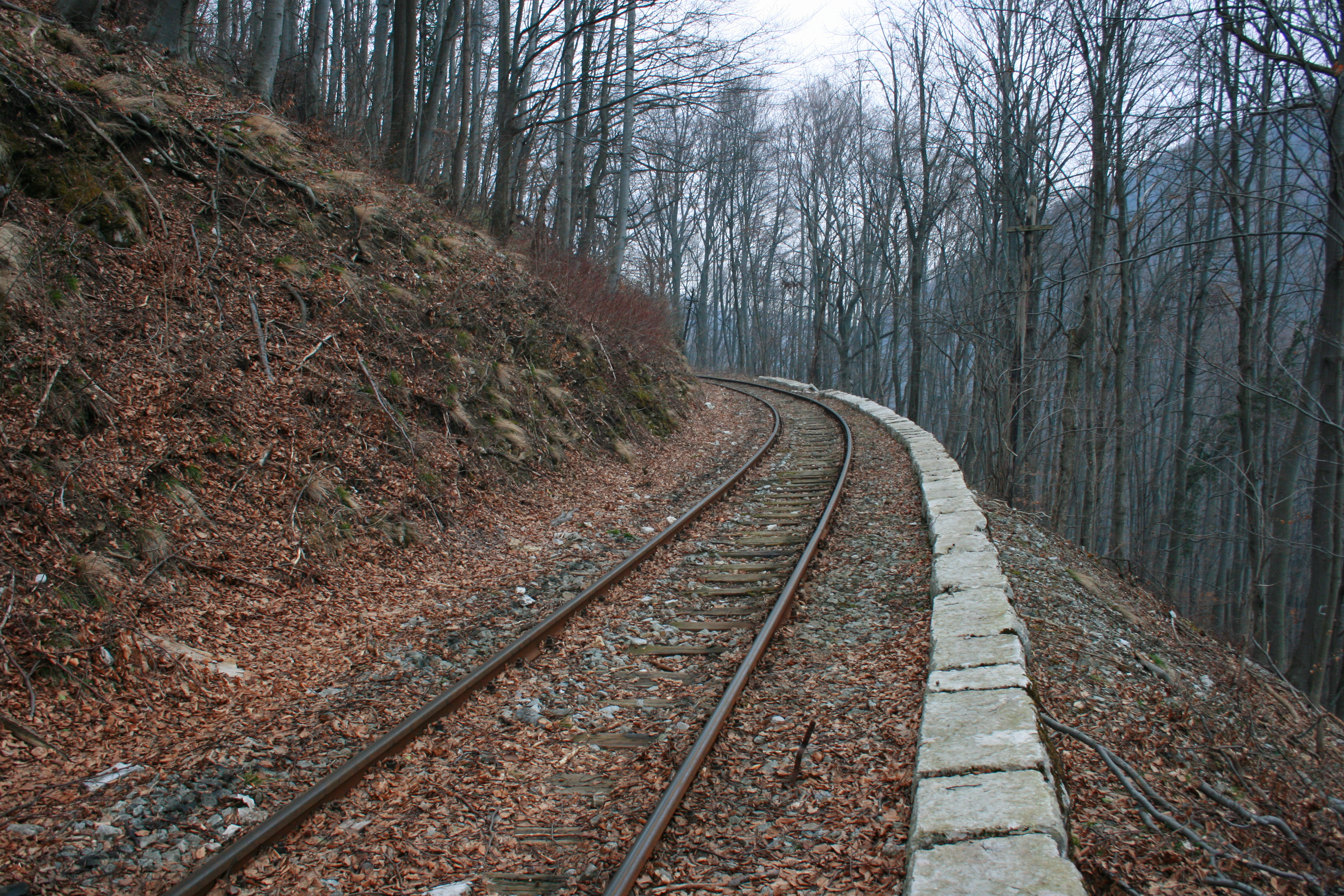
Lehnenstrecke im Wald
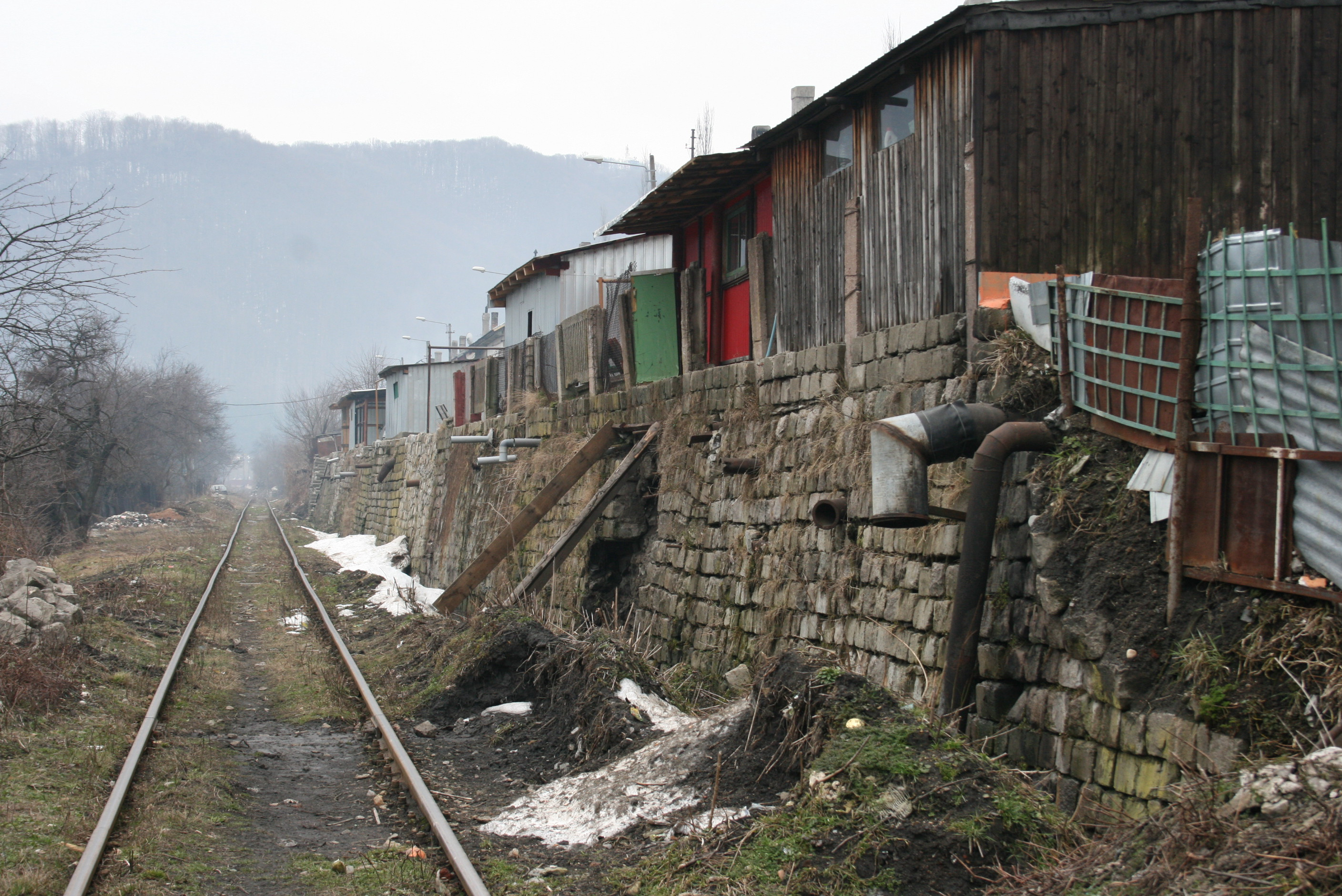
Streckenführung an einer Roma-Siedlung
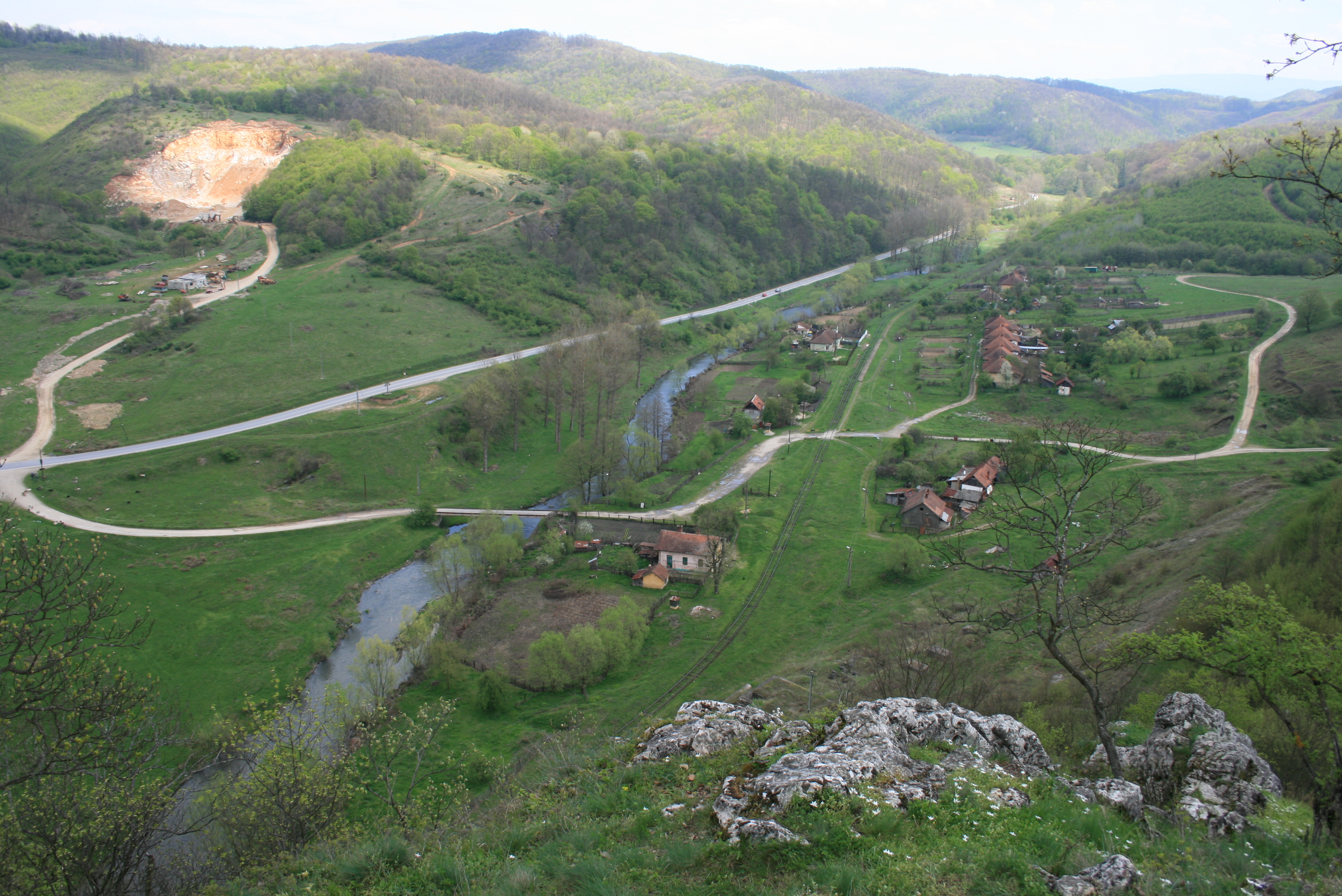
Streckenführung bei Coltan
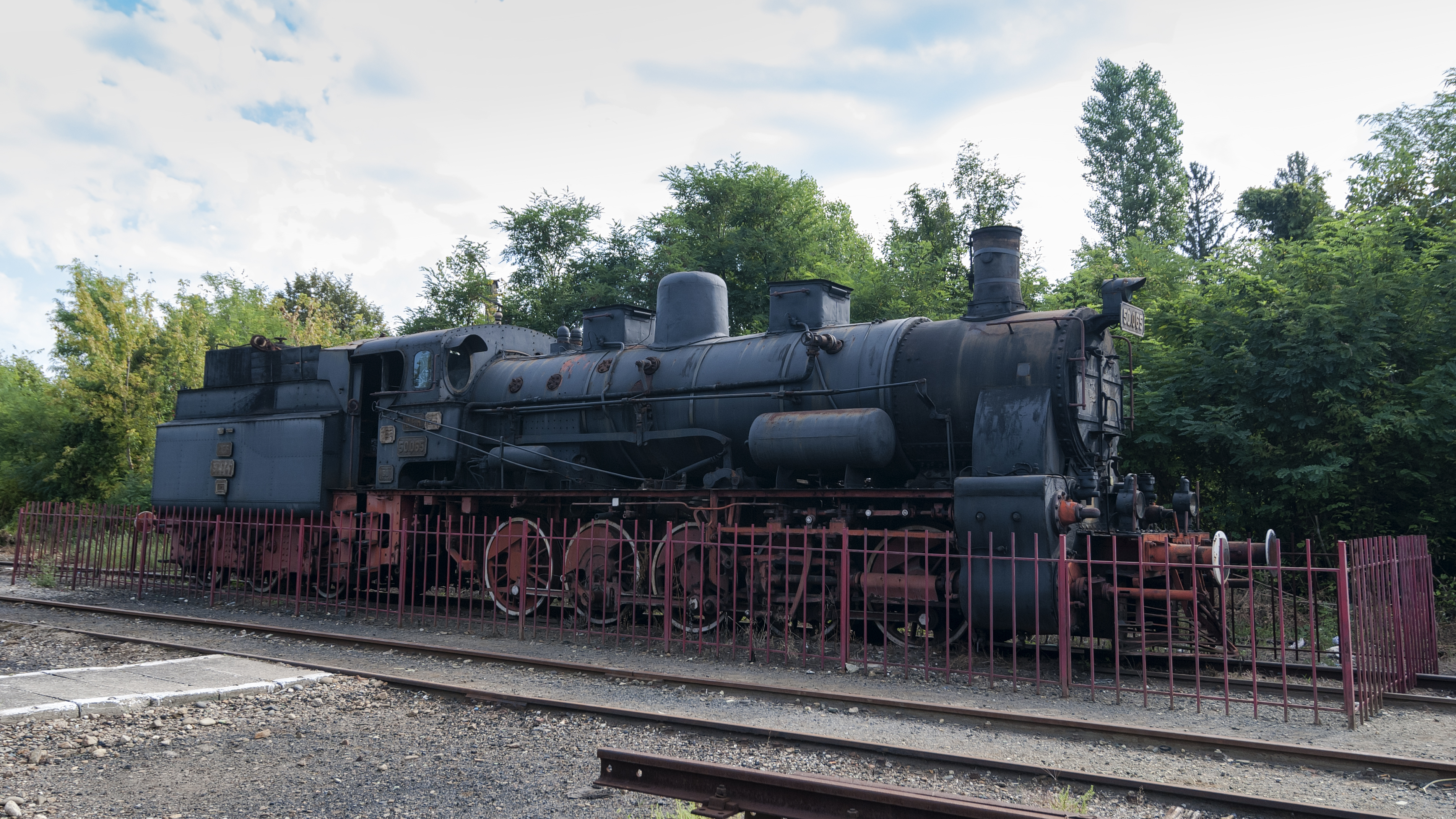
Denkmallok CFR 50.065